# Eunapius aetheriae
Eunapius aetheriae är en svampdjursart som först beskrevs av Annandale 1913.  Eunapius aetheriae ingår i släktet Eunapius och familjen Spongillidae. Inga underarter finns listade i Catalogue of Life.